# Пуэрта, Густаво
Густа́во Адо́льфо Пуэ́рта Мола́но (исп. Gustavo Adolfo Puerta Molano;род. 23 июля 2003 Ла Виктория ) — колумбийский футболист, полузащитник английского клуба «Халл Сити».

## Клубная карьера
Футболом начал заниматься в любительских клубах «Талантос Густаво Виктория» и «Суперчампионес». В 2021 году футболист присоединился к клубу «Богота».
27 января 2023 года футболист перешёл в немецкий клуб «Байер 04» и сразу же на правах аренды перешёл в «Нюрнберг», за который не сыграл ни одного матча. 26 августа 2023 года дебютировал за «Байер 04» в матче против «Боруссии Мёнхегладбах» (3:0), заменив Виктора Бонифейса на 88-й минуте.

## Карьера в сборной
В 2023 году сыграл за сборную Колумбии U-20 на чемпионате Мира по футболу среди молодёжных команд 2023. В матче против сборной Израиля (до 20 лет) (2:1), забил победный гол.

## Достижения
«Байер 04»
- Чемпион Германии: 2023/24
- Финалист Лиги Европы УЕФА: 2023/24
- Обладатель Кубка Германии: 2023/24